# Pickleball
 (mai 2023).
Si vous disposez d'ouvrages ou d'articles de référence ou si vous connaissez des sites web de qualité traitant du thème abordé ici, merci de compléter l'article en donnant les références utiles à sa vérifiabilité et en les liant à la section « Notes et références ».
Tennis léger
Le pickleball ou tennis léger est un sport de raquette, pratiqué en intérieur ou en extérieur, dans lequel deux joueurs (en simple) ou quatre joueurs (en double) frappent une balle en plastique creuse perforée au-dessus d'un filet de 36 pouces (0,91 m) de haut à l'aide d'une raquette à face pleine. Les adversaires situés de part et d'autre du filet se renvoient la balle jusqu'à ce que l'un d'entre eux commette une faute. Le pickleball a été inventé en 1965 aux États-Unis, sur l'île de Bainbridge, dans l'État de Washington, comme jeu pour enfants dans le jardin.

## Description

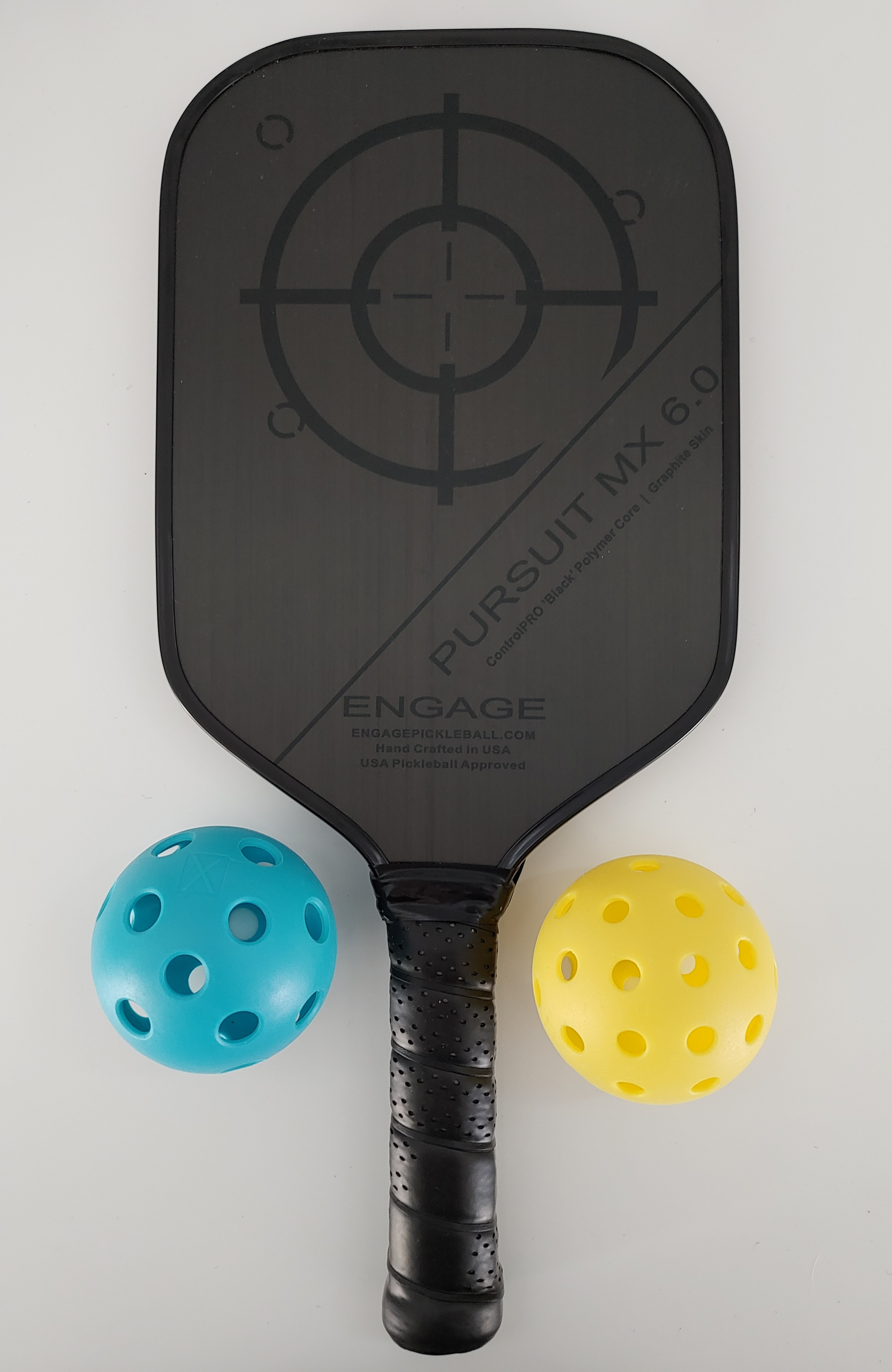
Matériel de pickleball : une raquette et deux balles creuses perforées. Celle de gauche est destinée au jeu en salle, l'autre, avec plus de trous, au jeu en extérieur.

Le terrain de pickleball et la manière de jouer ressemblent au tennis à certains égards et au tennis de table à d'autres. Le terrain est de la taille d'un terrain de badminton double (20 pieds de large et 44 pieds de long, soit environ 6,10 m par 13,41 m), et la raquette est plus grande que celle utilisée au tennis de table. Les règles et la position des lignes sur le terrain sont spécifiques au pickleball. Il y a deux zones de 7 pieds (2,1 m) de part et d'autre du filet, appelées zones de non-volley, où la balle ne peut être frappée avec la raquette qu'après avoir rebondi. Les règles officielles précisent que seul le joueur ou l'équipe qui sert peut marquer un point. Tous les services sont effectués avec un coup sous la main. La balle en plastique dur utilisée au pickleball produit beaucoup moins de rebond que les balles plus souples et flexibles telles que les balles de tennis. Le peu de rebond, les zones de non-volley et le service en dessous se combinent pour donner au jeu un rythme dynamique et un choix de stratégies de frappe, allant des coups doux qui restent à l'intérieur des deux zones de non-volley aux frappes puissantes et aux smashs. Afin de minimiser l'avantage que pourrait avoir le joueur au service ou à la réception au début du match, la balle doit rebondir une fois de chaque côté du filet avant que les joueurs ne soient autorisés à faire une volée (c'est-à-dire à frapper la balle avant qu'elle n'ait rebondi de leur côté du filet).

## Étymologie
Le jeu a été créé en 1965 sur l'île de Bainbridge, dans l'État de Washington, dans la résidence d'été de Joel Pritchard (en), qui a ensuite siégé au Congrès des États-Unis et a été lieutenant-gouverneur de l'État de Washington. On attribue à Pritchard et à deux de ses amis, Barney McCallum et Bill Bell, la conception du jeu et l'établissement de ses règles.
Selon Joan Pritchard, l'épouse de Joel, « le nom du jeu est devenu Pickle Ball après que j'ai dit qu'il me rappelait le pickle boat en aviron, dans lequel les rameurs sont choisis parmi les restes. » D'autres sources affirment que le nom pickleball est dérivé du nom du chien de la famille Pritchard, Pickles. Les Pritchard ont déclaré que le chien est arrivé après que le jeu a déjà été nommé, et que c'est le chien qui a hérité du nom du jeu. Selon eux, la confusion est née lorsqu'un journaliste qui les interviewait au début des années 1970 a décidé qu'il serait plus facile pour les lecteurs de faire le lien avec le chien plutôt qu'avec un bateau (pickleboat). Les représentants de USA Pickleball affirment que leurs recherches ont confirmé que le chien Pickles est né après que le jeu a déjà été nommé[réf. souhaitée].
En 1967, le premier terrain de pickleball en plein air a été construit chez Bob O'Brian, un ami de Pritchard. Le premier tournoi date de 1976.
Le sport peut reprendre en français le nom anglais de pickleball. Cependant, depuis son introduction au Québec au début du XXIe siècle, le nom de ce sport a parfois été remplacé par tennis léger, en allusion à la légèreté de la balle perforée (aussi appelée whiffle ball ou balle cosom) employée dans le jeu. L'Office québécois de la langue française (OQLF) privilégie par ailleurs l'emploi du terme tennis léger et déconseille celui de pickleball, considérant que cet emprunt à l'anglais « ne s'intègre pas au système linguistique du français, puisqu'il est mal adapté sur les plans graphique et phonétique ».

## Popularisation
Le pickleball est, depuis la fin des années 2010, en pleine expansion à travers le monde, principalement en Amérique du Nord. Le fait est que le pickleball est un sport moins exigeant physiquement que le tennis et donc plus accessible au public.
Il a connu une croissance de 40 % entre 2019 et 2021 aux États-Unis où il compterait 36 millions de pratiquants.